# Pentium Pro

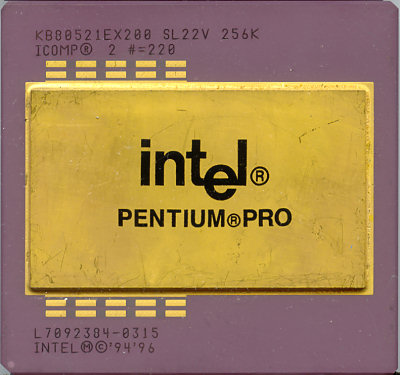
Pentium Pro với 256 Kib L2-Cache

Pentium Pro là bộ vi xử lý kiến trúc x86 thế hệ thứ sáu (nhân P6) do Intel sản xuất, nguyên thủy dự tính thay thế con Pentium cũ với một loạt các ứng dụng, nhưng sau đó, vai trò của nó giảm xuống chỉ để dùng máy chủ và con chip để bàn cao cấp. Pentium Pro có thể tương thích với cả cấu hình vi xử lý kép và bốn vi xử lý. Nó được giới thiệu dạng Socket 8 hình chữ nhật, lớn quá khổ vào tháng 11 năm 1995. Intel từ đó đã dừng sản xuất dòng vi xử lý này và thay thế bằng dòng xử lý Xeon cao cấp mới hơn.
Pentium Pro (mã sản phẩm của Intel là 80521), là thế hệ đầu tiên của kiến trúc P6, mở đường cho bước tiến mạnh mẽ của Intel trong thập niên tiếp theo. Thiết kế của nó có thể dùng được cho tốc độ 150 MHz lúc mới ra mắt, và sau đó lên tới 1,4 GHz với con Pentium III "Tualatin". Pentium Pro có hiệu suất lý thuyết là 400 MFLOPS  Lưu trữ ngày 4 tháng 10 năm 2007 tại Wayback Machine. Những điểm khác nhau của nhân xử lý này tiếp tục được phát triển trong nhân xử lý dẫn xuất tiếp theo có tên "Banias" trong Pentium M và Intel Core (Yonah), loại nhân thuộc về kiến trúc Core (bộ vi xử lý Core 2) vào năm 2006 đến nay.

## Các đối thủ cạnh tranh của Pentium Pro / thế hệ thứ 6
- AMD K5 và K6
- Cyrix 6x86 và MII
- IDT WinChip
- Intel Pentium (cùng tồn tại với Pentium Pro trong vài năm)